# Кривиль, Алекс
Алекс Кривиль Тапиас (исп. Àlex Crivillé Tapias; род. 4 марта 1970, Барселона, Испания) — бывший испанский мотогонщик, двукратный чемпион мира по шоссейно-кольцевых мотогонок MotoGP: в 1989 году в классе 125сс и в 1999 — в классе 500сс. Первый испанец, который выиграл чемпионат мира в «королевском» классе Мото Гран-При.

## Биография
Алекс Кривиль фальсифицировал свой возраст, чтобы начать выступать в мотогонках в возрасте 14 лет в 1985 году: минимальный возраст для получения гоночной лицензии в Испании на тот момент составлял 15 лет.
Он дебютировал в чемпионате мира по шоссейно-кольцевых мотогонок в 1987 году в ныне не существующем классе 80сс. Выступая за команду Derbi, в первой же гонке на Гран-При Испании он занял второе место, а в общем закончив сезон на 11 месте. В следующем году Алекс выступал в классе 80сс на постоянной основе, заняв в итоге 2-е место, одновременно дебютировав в классе 125сс.
В сезоне 1989 года испанец полностью сконцентрировался на выступлениях в классе 125сс, подписав контракт с командой «JJ Cobas». Это дало свои плоды: 5 побед на этапах, 9 подиумов всего и первый титул чемпиона в карьере.
В 1990 году Кривиль перешел в класс 250сс, подписав контракт с командой Джакомо Агостини «Marlboro Yamaha». Дебютный сезон в этом классе закончил на 11 месте. В следующем году вернулся обратно в команду «JJ Cobas», но результаты стали еще хуже — 13 место в общем зачете. После этого сезона Алекс решил перейти в «королевский» класс — 500сс.
Сезон 1992 года Алекс провел в команде Сито Понса «Campsa-Pons Honda», имея в своем распоряжении мотоцикл Honda NSR500. В этом сезоне он выиграл свое первое Гран-При в «королевском» классе в Нидерландах, воспользовавшись отсутствием лидеров чемпионата Мика Дуэйна, Уэйна Рейни и Уэйна Гарднера - за травмы, став первым испанцем — победителем Гран-При в классе 500сс В общем зачете Кривиль занял восьмое место. В 1993 году он снова занял 8-е место в чемпионате.
В сезоне 1994 года Алекс стал гонщиком заводской команды «HRC Honda», получив в напарники австралийца Мика Дуэйна. Имея в своем распоряжении мотоцикл Honda NSR500, гонщики и команда доминировали в чемпионате на протяжении ближайших лет. Пока Дуэйн последовательно выиграл пять чемпионатов в период 1994-1998 годов, Кривиль дважды стал четвертым в сезонах 1995 и 1997 годов, вторым в 1996 году и третьим в 1998-м.
Дуэйн, который закончил карьеру мотогонщика в 1999 году, открыл путь к чемпионству для Кривиля. Алекс в сезоне одержал 6 побед и за один этап до окончания чемпионата досрочно стал чемпионом.
Следующие сезоны 2000 и 2001 годов для Алекса сложились неудачно: он занял 8 и 9 места в общем зачете соответственно.
Сезон 2002 года Алекс Кривиль планировал начать с командой «d'antin Yamaha», но вынужден был завершить карьеру через неопределенные проблемы со здоровьем, основным симптомом которых были случаи обмороков, которые начались перед началом сезона 2000 года и продолжалась в течение последующих 2 лет.
В 2005 году Кривиль пробовал свои силы в автоспорте, приняв участие в этапе чемпионата Испании по ралли «Rally de Caceres».
В 2011 году Алекс работал комментатором испанского телеканала TVE вместе с Анхелем Ньето.
В 2016 году, перед Гран-При Каталонии, он был введен в Зал славы MotoGP, став легендой.
В 2023 году в родном городе Алекса был установлен вращающийся памятник.